# Anolis birama
Anolis birama (кубинський вухатий аноліс) — вид ігуаноподібних ящірок родини анолісових (Dactyloidae). Ендемік Куби.

## Поширення і екологія
Кубинські вухаті аноліси відомі з типової місцевості, розташованої в гирлі річки Кауто. Вони живуть в заболочених лісах, в яких домінують Caillea glomerata та Guazuma tomentosa.

## Збереження
МСОП класифікує цей вид як такий, що перебуває під загрозою зникнення. Anolis birama загрожує знищення природного середовища.